# Della Anka
Dumbella "Della" Anka (original Della Duck) är en seriefigur i serierna om Kalle Anka. Hon är Knattes, Fnattes och Tjattes sällan sedda mamma, och syster till Kalle. Hon nämndes vid namn redan 1937, i Knattarnas premiärserie. Hennes anlete blev dock inte avslöjat förrän 1993, då tecknat av Don Rosa.

## Figurens historia
Knatte, Fnatte och Tjatte presenterades för världspubliken, och för Kalle, på nyhetstidningarnas seriesidor den 17 oktober 1937 i en dagsstripp av manusförfattaren Ted Osborne och tecknaren Al Taliaferro. Deras föräldrar syntes inte till, men med sig hade de ett brev till Kalle, undertecknat "Your cousin Della" (din kusin Della) - underförstått pojkarnas mor. Della lär för övrigt ha varit namnet på Taliaferros faster (moster?).
Ett halvår senare, den 15 april 1938, gjorde Knattarna även filmdebut, i kortfilmen Kalle Anka som fosterfar (originaltitel Donald's Nephews), med manus av Jack Hannah och Carl Barks. Även i denna version hade de med sig ett brev hemifrån - den här gången inleddes det dock med orden "Dear Brother" (käre bror) och var undertecknat "Sister Dumbella" (syster Dumbella). Efter det försvann hon från serien i 56 år.
Det finns dock ytterligare en källa för den som söker Dellas rötter. När Carl Barks på 1950-talet för eget bruk skissade upp hur han tänkte sig Kalles och de övriga ankornas släktförhållanden, behövdes det återigen ett namn på Knattarnas mamma. Precis som i Donald's Nephews lät han henne vara Kalles syster, men han mindes tydligen inte att han 15 år tidigare hade kallat henne Dumbella. Istället fick hon här namnet Thelma.
Långt senare fick Don Rosa i uppdrag att konstruera ett omfattande släktträd över ankorna. Han var noga med att kontrollera alla tänkbara källor - framför allt Barks. Att Knattarna skulle vara söner till Kalles syster och inte hans kusin var med största sannolikhet självklart; den allmänna opinionen och släktträdets grafiska utformning, tillsammans med det faktum att bägge Barks versioner sa just detta, torde ha gjort valet lätt. Dessutom lät Rosa specificera syskonens relation ytterligare, och gjorde dem till tvillingar.
När det gällde namnvalet var det inte lika klart. Anledningen att han fastade för Della lär vara att det lät bättre tillsammans med Duck än Thelma, och att Dumbella snarare lät som ett öknamn (eng. dumb=dum, korkad; dumbbell=hantel, (slang) pucko, idiot ). Senare har han lagt fram idén att "Dumbella" med största sannolikhet var ett smeknamn som Kalle som barn använde för sin syster.
Sålunda var seriefiguren Della Duck skapad, eller sammanfogad kanske är ett bättre ord, och den 3 juli 1993 fanns hon för första gången till allmänhetens beskådande när Rosas släktträd premiärvisades. I Sverige valde dock översättaren att låta Dumbella vara hennes fullständiga namn, och Della hennes smeknamn: hon blev Dumbella "Della" Anka på svenska.
Sedan dess har Rosa också låtit henne göra ett par mindre uppträdanden som barn; hon syns som hastigast i Världens rikaste anka (The Empire-Builder from Calisota) och Enslingen i von Anka-palatset (The Richest Duck in the World), de två avslutande delarna i Farbror Joakims liv.
Undantaget Rosa har ingen annan tecknare använt sig av henne.

## Levnadsteckning

### Den vedertagna versionen
Della Anka är tvillingsyster till Kalle Anka, och de är tillsammans de enda barnen till Hortensia von Anka och Kvacke Anka. Vidare är hon mor till trillingarna Knatte, Fnatte och Tjatte Anka, som dock uppfostrats av hennes bror.
Tvillingarna Anka föddes den 9 juni runt år 1920 i Ankeborg, där föräldrarna var anställda av barnens morbror Joakim von Anka. På grund av Joakims affärsresor träffade dock inte Della sin morbror förrän 1930. Kort efter detta möte bröt föräldrarna all kontakt med Joakim och lämnade Ankeborg, och så vitt hittills är känt återsåg hon aldrig vare sig Joakim, Ankeborg eller de släktingar som fanns där. Då Kalle av allt att döma stannade hos Kvackes mor, allmänt kallad Farmor Anka, och växte upp på hennes gård utanför Ankeborg, är det tveksamt om Della under resten av sin uppväxt kom att ha verklig kontakt ens med sin bror.
Var Della växe upp vet vi inte. Hon träffade dock en man ganska tidigt i livet och omkring 1940 föddes sönerna Knatte, Fnatte och Tjatte. Vem pojkarnas far var har inte blivit klargjort, men uppenbart är att han och Della hade det svårt att hålla pli på pojkarna. Problemen nådde sin höjdpunkt någon gång i mitten av 40-talet då pappan hamnade på sjukhus efter att de placerat smällare under hans stol. Detta blev tydligen droppen för Della som skickade sina söner till Kalle i Ankeborg, där de kom att stanna.
Vad som hände Della och Knattarnas far efter att de lämnat pojkarna hos Kalle är än så länge okänt.

### Andra tolkningar
Förutom de varianter på Dellas namn och hennes släktskap med Kalle som nämns ovan finns det inga noterbara motstridiga uppgifter kring henne, vilket med största sannolikhet har att göra med att hon inte heller figurerat i andra serier än de av Don Rosa.